# 名古屋デジタル・アート専門学校
名古屋デジタル・アート専門学校（なごやデジタル・アートせんもんがっこう）は、愛知県名古屋市中村区椿町にあった私立専修学校。

## 概要
1991年（平成3年）に名古屋情報ビジネス専門学校として開校。2020年（令和2年）1月に閉校。証明書発行等の手続きは同校舎内の名古屋未来工科専門学校に移管した。

## 沿革
- 1991年（平成3年）4月 - 学校法人俊英学園（都築学園グループ）により名古屋情報ビジネス専門学校として開校。
- 2000年（平成12年）4月 - 名古屋デジタル・アート専門学校に改称。
- 2017年（平成29年）4月 - 法人合併により設置者を学校法人都築俊英学園から学校法人都築学園へ変更。休校（募集停止）となる。
- 2019年（令和元年）12月 - 廃止について愛知県私立学校審議会より「可」とされる。
- 2020年（令和2年）
  - 1月 - 閉校。
  - 3月 - 廃止。

## 学科
閉校時にあった学科
- 医療事務・秘書科

過去にあった学科
- 医療福祉ビジネス科
- インターネットビジネス科
- ビジネス情報処理科
- フラワービジネス科
- ベンチャービジネス科
- 総合ビジネス科
- インテリアコーディネーター科
- インテリアデザイン科